# 노보
《노보》(Novo)는 스페인에서 제작된 쟝 피에르 리모쟁 감독의 2002년 드라마 영화이다. 에두아르도 노리에가 등이 주연으로 출연하였고 헹가메 파나히 등이 제작에 참여하였다.

## 출연

### 주연
- 에두아르도 노리에가
- 아나 무글라리스
- 나탈리 리차드

### 조연
- 에릭 카라바카
- 파즈 베가
- 레니 브에노
- 줄리 가예트
- 아가시 드론

## 기타
- 협력프로듀서: 티지아나 수다니
- 협력프로듀서: 엔리크 곤잘레즈 마코
- 미술: 지미 반스틴키스트
- 의상: 마리폴
- 배역: 스테판 바투